# متحف إمحوتب
متحف إمحوتب هو متحف أثري يقع عند سفح مجمع مقبرة سقارة بالقرب من ممفيس في مصر السفلى.

## تاريخ المتحف

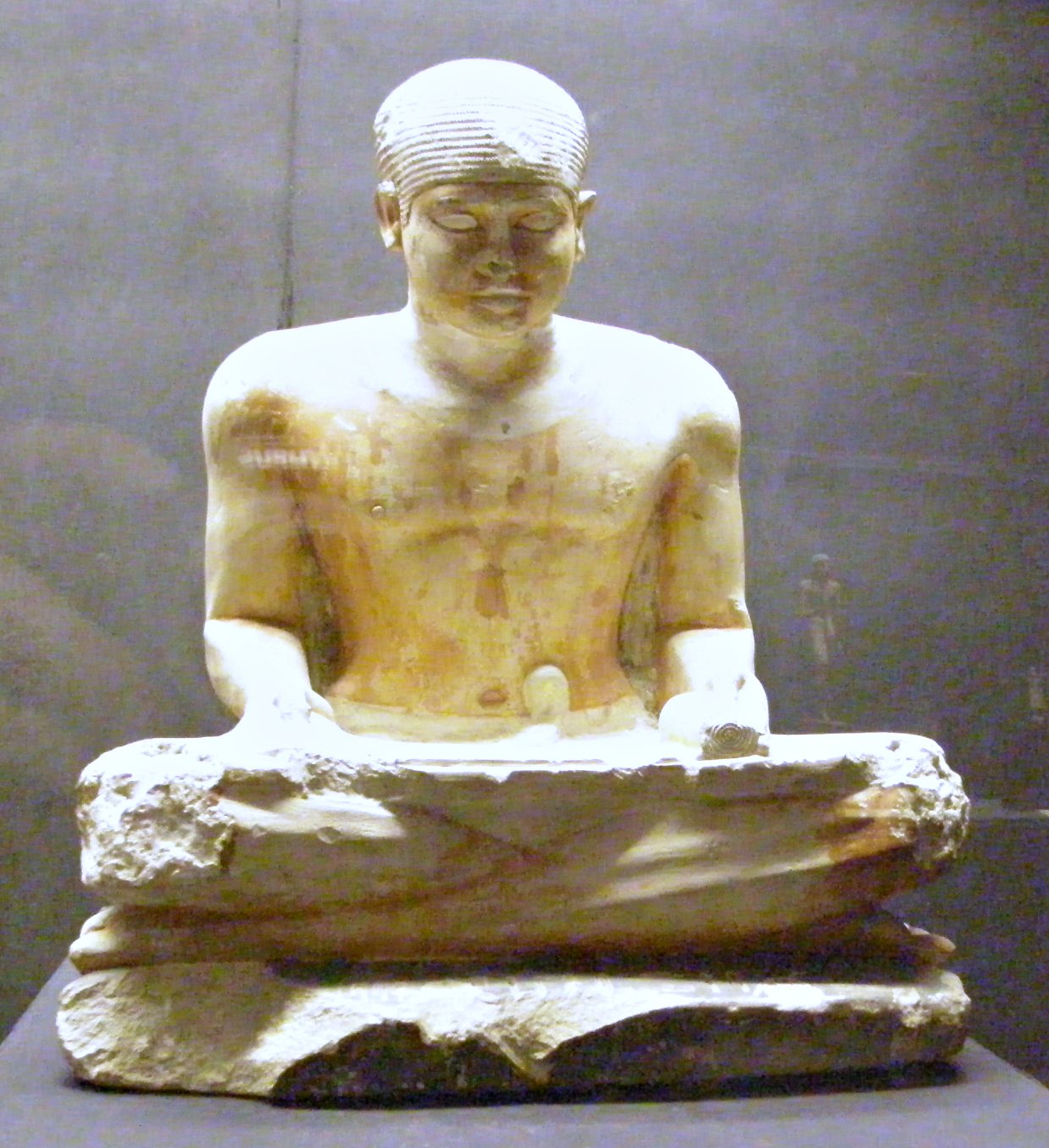
متحف إمحوتب ، تمثال للناسخ ، الأسرة الخامسة

تم إنشاء هذا المتحف تكريمًا وتخليدًا لذكرى المعماري المصري القديم إمحوتب منفذ المجموعة الهرمية للملك زوسر باعتباره أول من أقام بناءً هرميًا وأول من استخدم الحجر في تنفيذ أبنية ضخمة.

## محتويات المتحف
يتكون المتحف من عدة قاعات تضم أكثر من 500 قطعة أثرية نادرة استخرجت من موقع سقارة الأثري.  يشمل العرض المتحفي نموذجًا لمجموعة زوسر الجنائزية، كما صممت إحدى القاعات بالمتحف على شكل مقبرة كاملة يعرض بها مومياء وتابوت خشبي وعدد من الأواني المصنوعة من الفخار والألباستر. ويشمل المتحف أيضا مكتبة المهندس الفرنسي «جان فيليب لوير» الذي كرس حياته لترميم مجموعة الملك زوسر الهرمية واستعادة معالمها.

## روابط خارجية
الموقع الرسمي: https://web.archive.org/web/20180309171831/http://www.sca-egypt.org/eng/MUS_Imhotep_Museum.htm